# Christopher Lamprecht
Christopher Lamprecht (Stendal, Német Demokratikus Köztársaság, 1985. április 22. –) német labdarúgóhátvéd.